# Isolation Drills
Isolation drills is het 13e studioalbum van de Amerikaanse indierockband Guided by Voices. Het album verscheen op 10 april 2001. Isolation drills is het tweede album van de band dat werd uitgebracht op het label TVT Records. Hierna keerde Guided by Voices terug bij Matador. Het album belandde op #168 in de Billboard 200 en op #8 in de Top Heatseekers.

## Tracklist
Alle muziek en teksten zijn geschreven door Robert Pollard. 
| Nr. | Titel                                               | Duur |
| --- | --------------------------------------------------- | ---- |
| 1.  | Fair touching                                       | 3:07 |
| 2.  | Skills like this                                    | 2:47 |
| 3.  | Chasing Heather Crazy                               | 2:53 |
| 4.  | Frostman                                            | 0:55 |
| 5.  | Twilight campfighter                                | 3:07 |
| 6.  | Sister, I need wine                                 | 1:40 |
| 7.  | Want one                                            | 1:48 |
| 8.  | The enemy                                           | 4:53 |
| 9.  | Unspirited                                          | 2:25 |
| 10. | Glad girls                                          | 3:49 |
| 11. | Run wild                                            | 3:48 |
| 12. | Pivotal film                                        | 3:10 |
| 13. | How's my drinking                                   | 2:38 |
| 14. | The brides have hit glass                           | 2:51 |
| 15. | Fine to see you                                     | 3:16 |
| 16. | Privately                                           | 4:05 |
| 17. | Isolation drills (Bonustrack op de Japanse uitgave) | 2:40 |

## Personeel

### Bezetting
- Robert Pollard, zang
- Doug Gillard, gitaar
- Nate Farley, gitaar
- Tim Tobias, bas
- Jim MacPherson, drums
- Tobin Sprout, aanvullend
- Elliott Smith, aanvullend

De nummers Sister, I need wine, The enemy, Unspirited en Privately zijn muzikaal ondersteund door The Soldier String Quartet met arrangement van David Soldier. 

### Productie
- Rob Schnapf, producer